# Premier League 2024-2025 (Ghana)
La Ghana Premier League 2024-2025 è stata la 69ª edizione della massima serie del campionato di calcio del Ghana. La stagione è iniziata il 7 settembre 2024 e si è conclusa l'8 giugno 2025. Il Samartex era la squadra campione in carica.
La competizione è stata vinta dal Gold Stars, al suo primo titolo nazionale.

## Stagione

### Novità
Dalla stagione precedente sono stati retrocessi in Division One Great Olympics, Bofoakwa Tano e R. Tamale Utd, ultime tre classificate del campionato. Al loro posto, dalla Division One sono state promosse Young Apostoles, Holy Stars e Vision FC.

### Formula
Le 18 squadre partecipanti giocano un girone all'italiana con partite di andata e ritorno, per un totale di 34 giornate. Al termine della stagione, la squadra prima classificata è campione del Ghana e si qualifica per la CAF Champions League 2025-2026, mentre la seconda classificata si qualifica per la Coppa della Confederazione CAF 2025-2026. Le ultime tre classificate sono invece automaticamente retrocesse in Division One.

## Squadre partecipanti
| Squadra         | Città     | Stagione precedente   |
| --------------- | --------- | --------------------- |
| Accra Lions     | Accra     | 2° in Premier League  |
| Aduana Stars    | Ahenkro   | 4° in Premier League  |
| Asante Kotoko   | Kumasi    | 6° in Premier League  |
| Bechem Utd      | Bechem    | 10° in Premier League |
| Berekum Chelsea | Berekum   | 3° in Premier League  |
| Dreams          | Dawu      | 9° in Premier League  |
| Gold Stars      | Bibiani   | 11° in Premier League |
| Holy Stars      | Ainyinase | Division One          |
| Heart of Lions  | Kpando    | 13° in Premier League |
| Hearts of Oak   | Accra     | 14° in Premier League |
| Karela United   | Alyinase  | 12° in Premier League |
| Legon Cities    | Wa        | 15° in Premier League |
| Medeama         | Tarkwa    | 8° in Premier League  |
| Nations         | Kumasi    | 7° in Premier League  |
| Nsoatreman      | Nsuatre   | 5° in Premier League  |
| Samartex        | Samreboi  | Campione del Ghana    |
| Vision FC       | Tema      | Division One          |
| Young Apostoles | Wenchi    | Division One          |

## Classifica
|                  | Pos. | Squadra         | Pt | G  | V  | N  | P  | GF | GS | DR  |
| ---------------- | ---- | --------------- | -- | -- | -- | -- | -- | -- | -- | --- |
| Ghana (bandiera) | 1.   | Gold Stars      | 63 | 34 | 18 | 9  | 7  | 38 | 21 | +17 |
|                  | 2.   | Nations         | 60 | 34 | 18 | 6  | 9  | 40 | 18 | +22 |
|                  | 3.   | Heart of Lions  | 60 | 34 | 17 | 9  | 8  | 38 | 24 | +14 |
|                  | 4.   | Hearts of Oak   | 58 | 34 | 16 | 10 | 8  | 32 | 18 | +14 |
|                  | 5.   | Asante Kotoko   | 58 | 34 | 16 | 10 | 8  | 37 | 27 | +10 |
|                  | 6.   | Dreams          | 52 | 34 | 14 | 10 | 10 | 31 | 29 | +2  |
|                  | 7.   | Samartex        | 51 | 34 | 13 | 12 | 9  | 33 | 25 | +8  |
|                  | 8.   | Medeama         | 50 | 34 | 15 | 5  | 14 | 44 | 34 | +10 |
|                  | 9.   | Bechem Utd (-3) | 47 | 34 | 14 | 8  | 12 | 32 | 28 | +4  |
|                  | 10.  | Aduana Stars    | 47 | 34 | 12 | 11 | 11 | 39 | 34 | +5  |
|                  | 11.  | Vision          | 45 | 34 | 11 | 12 | 11 | 34 | 35 | -1  |
|                  | 12.  | Berekum Chelsea | 44 | 34 | 12 | 8  | 14 | 35 | 35 | 0   |
|                  | 13.  | Karela United   | 41 | 34 | 11 | 8  | 15 | 28 | 26 | +2  |
|                  | 14.  | Young Apostoles | 40 | 34 | 10 | 10 | 14 | 24 | 36 | -12 |
|                  | 15.  | Holy Stars      | 38 | 34 | 10 | 8  | 15 | 31 | 37 | -6  |
|                  | 16.  | Accra Lions     | 35 | 34 | 9  | 8  | 17 | 32 | 44 | -12 |
|                  | 17.  | Legon Cities    | 25 | 34 | 7  | 4  | 23 | 23 | 53 | -30 |
|                  | 18.  | Nsoatreman (-6) | 15 | 34 | 5  | 6  | 23 | 17 | 64 | -47 |

Legenda
      Campione del Ghana e ammessa alla CAF Champions League 2025-2026.
      Ammessa alla Coppa della Confederazione CAF 2025-2026.
      Retrocessa in Division One 2025-2026.
Note:
Tre punti a vittoria, uno a pareggio, zero a sconfitta.
Il Bechem United ha scontato 3 punti di penalizzazione
Il Nsoatreman ha scontato 6 punti di penalizzazione